# Капустоцветные
Капустоцве́тные (лат. Brassicales) — по современной классификации APG IV порядок цветковых растений, насчитывающий 17 семейств, 412 родов и 5 167 ботанических видов. Порядок включается в дочернюю кладу Мальвиды, последовательно входящую в более крупные клады Розиды -> Суперрозиды -> Эвдикоты -> Цветковые растения. 

## Описание
Существенный признак порядка — наличие горчичных гликозидов и фермента мирозиназы. При механических нарушениях ткани содержащаяся в мешковидных идиобластах мирозиназа вступает в контакт с освобождающимися из других клеток гликозидами, преобразуя их в горчичное масло, служащее защитой от травоядных. Кроме Brassicales, горчичные гликозиды есть только у рода Drypetes (Putranjivaceae, ранее Euphorbiaceae, порядок Мальпигиецветные). Другие признаки порядка — париетальная плацентация и часто зелёные зародыши.
Большая часть семейств, входящих в порядок, характеризуется 4-мерными цветками и согнутым или сложенным зародышем. Одним из самых легко узнаваемых по характерному строению цветка является семейство Капустные, или Крестоцветные (Brassicaceae, или Cruciferae), представители которого распространены преимущественно во внетропических областях Северного полушария и к которому относится ряд важнейших в хозяйственном отношении растений.
У Capparis spinosa (ранее относили к каперсовым), бутоны которого употребляют как каперсы, андроцей состоит из многочисленных тычинок. У видов Клеоме завязь разделена на 2 гнезда ложной перегородкой.
Слабозигоморфные цветки у резедовых, которые в Центральной Европе представлены видами рода Резеда (Reseda). В этом семействе иногда плодолистики на верхушке срастаются не полностью, так что можно видеть семяпочки внутри завязи.
В порядке также есть семейства с 5-мерными цветками и прямым зародышем (Кариковые, Моринговые, Настурциевые). Так, Caricaceae известны по плодам папайи (Carica papaya), а к Tropaeolaceae с зигоморфными цветками со шпорцем относится повсеместно разводимая настурция (Tropaeolum).

## Классификация
По системе классификации Кронквиста порядок Капустоцветные назывался Каперсоцветные (Capparales) и входил в подкласс Дилленииды (Dilleniidae). В порядок Каперсоцветные входили семейства Капустные (Brassicaceae), Каперсовые (Capparaceae), Товариевые (Tovariaceae), Моринговые (Moringaceae) и Резедовые (Resedaceae). Другие таксоны, отнесённые к порядку капустоцветных, относились к различным другим порядкам.
В системе классификации APG II располагается в группе эурозиды II. Очертания некоторых семейств находится сейчас в неустановившемся состоянии, и консенсус ещё не достигнут. Некоторые роды, которые традиционно включали в семейство каперсовых, оказались ближе к семейству капустных (Холл (Hall) и др., 2002), и поэтому эти два семейства были объединены в системе классификации APG II с названием капустные. В других ссылках (например, Холл и др., 2004) семейство каперсовых продолжает существовать, но в более усечённом объёме, с помещением рода Клеоме (Cleome) и других близких родов в семейство капустных или с выделением их в отдельное семейство Клеомовые (Cleomaceae). Положение некоторых других родов пока не решено.
В современной системе APG IV (2016) в порядок включено 17 семейств:
1. Akaniaceae — Аканиевые - 2 рода и 2 вида
2. Bataceae — Батисовые, монотипное с 1 родом Батис и 2 видами
3. Brassicaceae — Капустные, или Cruciferae — Крестоцветные - 355 родов, 4 165 видов
4. Capparaceae — Каперсовые - 17 родов, 430 видов
5. Caricaceae — Кариковые - 6 родов, 47 видов
6. Cleomaceae  — Клеомовые - 3 рода, 245 видов
7. Emblingiaceae — Эмблингиевые, монотипное с 1 родом Эмблингия и 2 видами
8. Gyrostemonaceae — Гиростемоновые - 5 родов, 19 видов
9. Koeberliniaceae — Кёберлиниевые, монотипное с 1 родом Кеберлиния и 2 видами
10. Limnanthaceae — Лимнантовые - 2 рода, 8 видов
11. Moringaceae — Моринговые, монотипное с 1 родом Моринга и 14 видами
12. Pentadiplandraceae — Пентадипландровые, монотипное с 1 родом Пентадипландра и 1 видом
13. Resedaceae — Резедовые - 11 родов, 120 видов
14. Salvadoraceae — Сальвадоровые - 3 рода, 11 видов
15. Setchellanthaceae — Сетчелантусовые, монотипное с 1 родом Сетчелантус и 1 видом
16. Tovariaceae — Товариевые, монотипное с 1 родом Товария и 2 видами
17. Tropaeolaceae — Настурциевые, монотипное с 1 родом Настурция и 97 видами

### Таксономическое положение[1]
- Brassicales Bromhead, 1838, Edinburgh New Philos. J. 24: 416

Порядок Капустоцветные включается в дочернюю кладу Мальвиды, последовательно входящую в более крупные клады Розиды -> Суперрозиды -> Эвдикоты -> Цветковые растения. Кладограмма в соответствии с Системой APG IV:
|  |                          |  |                                   | порядок Капустоцветные |  | 17 семейств |  | 412 родов |  | 5 167 видов |
|  |                          |  |                                   | порядок Капустоцветные |  | 17 семейств |  | 412 родов |  | 5 167 видов |
|  | клада Цветковые растения |  |                                   |                        |  |             |  |           |  |             |
|  |                          |  |                                   |                        |  |             |  |           |  |             |
|  |                          |  | ещё 63 порядка цветковых растений |                        |  |             |  |           |  |             |
|  |                          |  |                                   |                        |  |             |  |           |  |             |